# Vincenzo Calenda di Tavani
Vincenzo Calenda, barone di Tavani (Nocera Inferiore, 8 febbraio 1830 – Nocera Inferiore, 4 novembre 1910) è stato un magistrato e politico italiano, senatore del Regno d'Italia dalla XVI legislatura.

## Biografia
Fu Ministro di grazia e giustizia del Regno d'Italia.
Figlio di Gregorio e di Artemisia de Vincentiis, sposò Acheropita Bruni Grimaldi, figlia del Senatore Nicola Bruni Grimaldi, dalla quale ebbe un figlio di nome Roberto.
Fu Procuratore generale presso la Corte di cassazione di Napoli e di Torino. Gli venne riconosciuto il titolo di "Nobile" con il predicato "di Tavani". Divenne quindi "Barone di Tavani" in virtù delle regie Patenti.
Fu senatore del Regno dal 7 giugno 1886 e Ministro di grazia e giustizia nel terzo e quarto governo Crispi (dal 15 dicembre 1893 al 10 marzo 1896).